# Чудовская псалтирь
Чудовская псалтирь — древнерусская пергаменная рукопись XI века из Чудовского собрания ГИМ (шифр: Чуд. 7). Содержит текст древнеболгарского перевода псалтири с толкованиями Феодорита Кирского. Рукопись названа по Чудову монастырю, на принадлежность которому указывают сохранившиеся владельческие записи XIX века.

## Палеографическое описание
Чудовская псалтирь содержит 176 листов, написана уставом в два столбца. В рукописи недостаёт многих листов в середине, некоторые листы надорваны в нижней части по линии разлиновки.
Переплёт рукописи — доски, обтянутые кожей, — выполнен в XVI веке. Инициалы выполнены в старовизантийском стиле, киноварью.
Текст на листе 1 написан почерком XIV века и является поздним дополнением. На листе 2 стёршийся от времени текст был обновлён в более позднее время.

## Исследования рукописи
Текст рукописи, особо значимый для изучения истории славянского перевода Псалтири, был опубликован в 1910 году Валерием Погореловым с разночтениями по списку XV века и приложением указателя библейских цитат и краткого греко-славянского словаря. 
Существует подробное описание редуцированных гласных Чудовской псалтири, выполненное С. П. Обнорским. Художественному оформлению рукописи посвящена статья В. Г. Пуцко.